# أشرف خروبي
أشرف خروبي (بالفرنسية: Achraf Kharroubi)‏، من مواليد 25 شتنبر 1990، ملاكم مغربي، يشارك حاليا في مسابقة وزن الذبابة ضمن منافسات الملاكمة في دورة الألعاب الأولمبية الصيفية 2016.